# Declarația de la Budapesta
Declarația de la Budapesta este un document semnat la 16 iunie 1989 de către mai multe personalități române și maghiare, care a precedat schimbările politice din Europa de Est și prăbușirea regimurilor comuniste.

## Context
În iunie 1989, opoziția din Ungaria a pregătit comemorarea martirilor Revoluției Ungare din 1956. În acest context, la Budapesta a fost organizată reînhumarea lui Imre Nagy, la data de 16 iunie 1989. Cu prilejul ceremoniei, au participat o delegație a românilor care se aflau în exil în Occident și gruparea „România liberă“, care reprezenta cei 20000 de români refugiați în Ungaria, în timpul regimului comunist din România.
Regimul de la București a reacționat extrem de dur, criticând prezența acestor delegați și, la fel ca Uniunea Sovietică, calificând reînhumarea drept o „manifestare antisocialistă” și „revizionistă”.
În acea perioadă, regimul comunist din România, sub conducerea lui Nicolae Ceaușescu, implementa un program agresiv de sistematizare care implica demolarea a sute de sate și forțarea relocării populației rurale. Pe fundalul acestor evenimente, membrii delegației române și reprezentanții opoziției maghiare au redactat atunci o declarație comună în care subliniau importanța necesității colaborării între români și maghiari, condamnau regimurile comuniste, în special dictatura ceaușistă, și solicitau o serie de reforme, precum recunoașterea drepturilor frundamentale ale omului și ale minorităților naționale, promovarea pluralismului politic, cultural și religios și garantarea educației în limba maternă, facilitarea liberei circulații a persoanelor și ideilor conform acordurilor de la Helsinki, subliniindu-se faptul că revizurilea frontierelor nu este o soluție de a rezolva conflictele, dar și declararea Transilvaniei ca spatiu de complementaritate.

## Conținutul Declarației
„Astăzi, 16 iunie 1989, odată cu celebrarea funeraliilor victimelor represiunii revoluției maghiare din 1956, eveniment de o deosebită importanță pentru popoarele Europei și, în special, pentru cele care trăiesc încă sub dictaturi comuniste, a avut loc o întâlnire între membrii Forumului Democratic Maghiar și Român, semnatari ai următoarei declarații.

Noi, români și unguri,
Considerăm că libertatea și propășirea celor două popoare pot fi realizate și garantate numai într-un cadru politic pluralist de respectare integrală a drepturilor și libertăților fundamentale ale omului.
O acțiune comună a forțelor democratice maghiare și române se impune pentru atingerea acestui scop. Regimurile comuniste și, în special, politica dusă de dictatura ceaușistă a creat o situație de criză acută care împiedică comunicarea dintre români și maghiari. Dialogul început astăzi, între noi, dorește să învingă aceste piedici și să stabilească bazele unor relații normale între cele două națiuni care s-au format în același spațiu geografic.Dată fiind configurația hărții etnice, soluționarea conflictelor nu poate veni în niciun caz din revizuirea frontierelor, ci din schimbarea rolului lor în sensul liberei circulații a persoanelor, a informației și a ideilor, în conformitate cu acordurile de la Helsinki. Situăm, deci, îmbunătățirea relațiilor româno-maghiare în perspectiva procesului de restructurare democratică general-europeană, care singur va fi în stare să rezolve problemele acumulate de-a lungul istoriei între popoarele continentului, într-un mod care să satisfacă interesele legitime ale fiecăruia în parte. Transilvania a fost și este un spațiu de complementaritate și trebuie să devină un model de pluralism cultural și religios. Este în folosul popoarelor noastre ca diversitatea culturală, religioasă și de tradiții, care a făcut specificul Transilvaniei să fie prezervată. Dreptul la o reprezentare politică autonomă și la autonomie culturală a fiecărei națiuni trebuie garantat. Realizarea sa implică, printre altele, asigurarea unei școlarități de toate gradele în limba maghiară, inclusiv reînființarea universității maghiare din Cluj. Principiile enunțate mai sus vor sta la baza tuturor acțiunilor comune pe care semnatarii înteleg să le ducă în viitor. Apelăm la organizațiile democratice precum și la acele persoane care împărtășesc aceste principia să se alăture acestei acțiuni. 
Budapesta, 16 iunie 1989”

## Semnatari
Semnatarii Declarației au fost: Laszlo Antal G., Jozsef Antall, Julia Balogh, Gaspar Biro, Sandor Csoori, Lajos Fur, Maria Illzes, Geza Jeszensky, Gyula Keszthelyi, Gyula Kodolanyi, Gusztav Molnar, Stelian Bălănescu (din partea Cercului Român din RFG), Mihnea Berindei (vicepreședinte al Ligii pentru Apărarea Drepturilor Omului în Romania – LDHR), Ariadna Combes (fiica Doinei Cornea, vicepresedinte al LDHR), Mihai Korne (director al revistei Lupta), Ion Vianu (reprezentant al Ligii pentru Apărarea Drepturilor Omului în România din Elveția) și Dinu Zamfirescu (membru al Biroului LDHR, membru al Partidului Național Liberal).
Ulterior, declarația a mai fost semnată și de și alte persoane și organizații, precum: Zoltan Rockenbauer și Andras Vagvolgyi, din partea Federației Tineretului Democrat (FIDESZ), Partidul Liber Democrat, Asociatia Maghiarilor din Transilvania, prin președintele Bela Kiss și secretarul Arpad Spaller, întregul colectiv redacțional al revistei 2000, Endre Bojtar, șeful secției pentru Europa răsăriteană a Institutului de Istorie Literară, prof. Bela Kallman, Dan Alexe, Daniel Boc, Theodor Cazaban, Matei Cazacu, Antonia Constantinescu, Sofia Cesianu, Florica Dimitrescu, Neagu Djuvara, Paul Goma, Virgil Ierunca, Eugen Ionescu, Marie-France Ionescu, Monica Lovinescu, Bujor Nedelcovici, Adrian Niculescu, Alexandru Niculescu, Alain Paruit, Alex Sincu, Sanda Stolojan, Vlad Stolojan, Vladimir Tismăneanu, Ileana Vrancea, dar și de George Barbul, Doru Braia, Dina Brătianu-Missirliu, Alexandru Missirliu, Ileana Verzea sau Mihai I al României.

## Reacții
Semnarea Declarației de la Budapesta a generat reacții vehemente printre românii din exil la acea vreme, în special Ion Rațiu, Liciniu Faină, Alecsandru Miele, Ion Varlam și Coriolan Brad, prin Uniunea Mondiala a Romanilor Liberi, fiind considerată drept o încercare de subminare a integrității teritoriale a României, dar și de presa postdecembristă, care critica ambiguitatea formulărilor din document.
În contrast, alții au văzut în acest document o oportunitate pentru reconciliere și cooperare între români și maghiari. Divergențele de opinii au fost amplificate de contextul politic extrem de tensionat al vremii.
În media românească, documentul a fost adesea descris ca fiind un act de „trădare a interesului național” și un pericol pentru integritatea teritorială a României. Cu toate acestea, susținătorii declarației au argumentat că scopul principal era promovarea drepturilor omului și a democrației într-un context politic opresiv.